# Hymenaster pullatus
Hymenaster pullatus är en sjöstjärneart som beskrevs av Percy Sladen 1882. Hymenaster pullatus ingår i släktet Hymenaster och familjen knubbsjöstjärnor.
Artens utbredningsområde är havet kring Nya Zeeland. Inga underarter finns listade i Catalogue of Life.